# László Moholy-Nagy
László Moholy Nagy (Bácsborsód, 20 de julio de 1895 - Chicago, 24 de noviembre de 1946) fue un fotógrafo y pintor húngaro. Ha pasado a la historia como uno de los más importantes profesores y teóricos del arte y de la fotografía desde su trabajo en la Escuela de la Bauhaus alemana. Durante su labor en ella estuvo acompañado de su mujer, Lucia Moholy (nacida Schulz), a la que había conocido anteriormente en Berlín y que era una excelente fotógrafa.

## Vida y obra

### Inicios
Para László su verdadera pasión fue la pintura, hoy en día es recordado como uno de los mejores fotógrafos de los años 20, pionero en este campo. También fue profesor en la escuela Bauhaus.
La I Guerra Mundial estalló mientras Moholy-Nagy desarrollaba sus estudios como jurista, y tuvo que abandonarlos para alistarse en el ejército de su país. Durante los años que duró el conflicto bélico, empezó a dar sus primeros pasos artísticos, con algunos trabajos enfocados en dibujos a la tiza y a la tinta china. Una vez que terminó la I Guerra Mundial, abandonó sus estudios de Derecho y se dedicó por completo a ser artista.

### Incursión en la fotografía
El amor le llegó en 1920 una vez instalado en Berlín. Allí conoció a la que se convertiría en su esposa, Lucía Schulz (más conocida como Lucia Moholy). La pareja experimentó al máximo la fotografía y realizaron interesantes fotogramas, los cuales datan de 1922 y alcanzaron la fama.
Un año más tarde, la escuela Bauhaus elige a Moholy-Nagy para que se haga cargo del taller de trabajos de Metal. Posteriormente, el director del curso, Johannes Itten, abandonó la escuela y Moholy-Nagy ocupó su cargo. En este periodo se volcó en el estudio de los efectos de equilibrio y presión de los materiales y se convirtió en el precursor de la fotografía Bauhaus.

### Sus trabajos

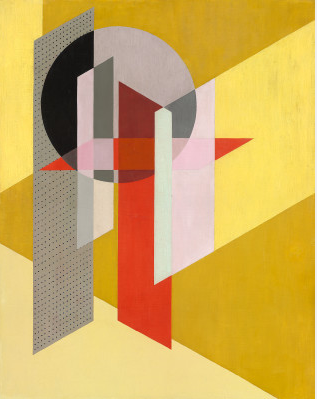
Cuadro "Z VII", de László Moholy-Nagy, Galería Nacional de Arte, Washington D. C.

Su publicación “Pintura, Fotografía, Film”, aparecida en 1925, constituye el octavo volumen de los “Libros de la Bauhaus” y es uno de los principales pilares de la fotografía. En este volumen, Moholy-Nagy establecía una relación entre la pintura y la fotografía. El artista clasificaba la pintura como un medio para dar forma al color, mientras que la fotografía servía de instrumento de investigación y la exposición del fenómeno luz.
Asimismo, en 1922 y 1930, Moholy-Nagy trabajó en un Modulador luz-espacio, que consiste en una serie de planos metálicos perforados que producen efectos de luces y sombras por medio de un motor. En este método se realiza una asociación de formas de diferentes materiales, que son iluminadas para que provoque un efecto de sombreado concreto. Moholy-Nagy hace chocar estas formas a través de un movimiento continuo. Este trabajo repercutió decisivamente en su vinculación con la escultura y con las investigaciones fotográficas del momento. 
La búsqueda de sombras distintas y de tintineo de Moholy-Nagy supuso una gran innovación en el terreno del arte luminoso cinético, ya que Alexander Rodchenko había trabajado previamente con un modulador en el que sólo se buscaban sombras.

### Últimos años
En el año 1937, Moholy-Nagy emigró a Chicago donde se puso al frente de una escuela de diseño a la que llamó "Nuevo Bauhaus". Pero la iniciativa no prosperó y Moholy-Nagy cerró las puertas de su escuela solo un año más tarde. Aun así, un par de años después, con su espíritu artístico todavía vivo, el artista húngaro fundó otra escuela, esta vez en colaboración con otros artistas.
Moholy-Nagy murió de leucemia en Chicago el 24 de noviembre de 1946.